# برايان كرين
برايان كرين (بالإنجليزية: Brian Crane)‏ هو فنان قصص مصورة أمريكي، ولد في 1949 في توين فولز في الولايات المتحدة.